# Macrocalamus gentingensis
Macrocalamus gentingensis — вид змій родини полозових (Colubridae). Ендемік Малайзії.

## Поширення і екологія
Macrocalamus gentingensis відомі з типової місцевості, розташованої в районі станції Гентінг-Хайлендс в горах Тітіванґса, на висоті 1000 м над рівнем моря. Вони живуть у вологих гірських тропічних лісах.